# 8. honvedski pehotni polk (Avstro-Ogrska)
Za druge 8. polke glejte 8. polk.
8. honvedski pehotni polk (izvirno nemško k.u. Landwehr Infanterie Regiment Nr. 8; dobesedno slovensko: Cesarsko-madžarski honvedski pehotni polk št. 8) je bil pehotni polk avstro-ogrskega Honveda.

## Zgodovina
Polk je bil ustanovljen leta 1886.

### Prva svetovna vojna
Polkovna narodnostna sestava leta 1914 je bila sledeča: 78% Srbo-Hrvatov in 22% drugih.
Polkovni štab in I. ter III. bataljon so bili nastanjeni v Lugoju in III. bataljon v Orszowi.
Potem, ko je leta 1915 po bitki za Przemyśl polk prešel v rusko vojno ujetništvo, ga niso obnovili.

## Poveljniki polka
- 1906: Adalbert Sorsich von Severin
- 1914: Julius Letay von Nyirjes[4]